# Muhammad: The Last Prophet
Muhammad: The Last Prophet (Nederlands: Mohammed: De laatste profeet) is een Amerikaanse animatiefilm uit 2002 geproduceerd door Badr International en geregisseerd door Richard Rich. De film werd vrijgegeven in een beperkt aantal bioscopen in de Verenigde Staten en het Verenigd Koninkrijk. De film richt zich op de vroege dagen van de islam en de profeet Mohammed.
In overeenstemming met de islamitische wet en traditie worden de profeet Mohammad en de eerste vier kaliefen (Abu Bakr, Omar, Othman en Ali) niet afgebeeld in de film of in een van de prequels. Scènes die Mohammed omvatten, worden uit zijn perspectief getoond, met zijn woorden geparafraseerd door de verteller. De film is goedgekeurd door de Raad van Al-Azhar Al-Shareef (Islamitische Onderzoeksacademie) en de Hoogste Islamitische Shieten Raad van Libanon.
Sommige personages, zoals de hoofdpersoon Malek en de rest van zijn familie, zijn fictief.

## Verhaal
De film volgt de eerste jaren van Mohammed als een profeet die begint met het begin van de islam in Mekka waarin de moslims vervolgd worden, de emigratie naar Medina en eindigt met de triomfantelijke terugkeer van de moslims naar Mekka. Een aantal cruciale gebeurtenissen, zoals de Slag bij Badr, de Slag bij Uhud, de Slag bij de Gracht en de Verovering van Mekka worden afgebeeld.

## Rolverdeling
In de animatiefilm komen zowel fictieve personen als historische personen voor.

### Fictieve personages
- Brian Nissen als Malek
- Catherine Lavin als Arwa
- Tiffany Johnson als Siham
- Mark Hunt als Jahm
- Catherine Lavin als Jalilah
- Lauren Shaffel als Huda
- Anthony Micheal Jr. als Hadi
- D. Hunter White als Amahl

### Historische personages
| - Jerome Dixon als Bilal - Jacob Livingston als Ammar - Mark Hunt als Ja'far - Spencer Beglarain als Bara' - C.S. Berkley als Hamza - Anthony Mozdy als Salman - C.S. Berkley als Yasir - Eli Allem als Abu Talib (oud) - James Simon als Abu Talib - Anthony Dee als Abu Talib (jong) - Leon Morenzie als Negus, King of Abyssinia - David Francis als Abdul-Muttalib - Jake Palmer als Abdullah - Brian Micheal als Harith - Nicholas Kadi als Abu Sufyan | - Richard Epcar als Abu Jahl - David Llewellyn als Abu Lahab - Donal O' Sullivan als Umayyah - Bob Johnson als 'Amr - Robert Cotterell als Khalid - Brian Nissen als Suhayl - Donal O' Sullivan als Waraqah - Lawrence Ross als Walid - Patrick Grayson als Abraha - Mary-Louise Gemmill als Sumayyah - Henrietta Carol als Hind - Allison Yale als Nusaybah - Kat Cressida als Asma' - Lindy Allison als Fatimah - Catherine Lavin als Aminah |